# Z16 Friedrich Eckoldt
Z16 Friedrich Eckoldt – niemiecki niszczyciel typu 1934A (Leberecht Maass) z okresu przedwojennego i II wojny światowej.

## Budowa
Zamówiony 19 stycznia 1935, położenie stępki – 4 listopada 1935. Zbudowany w stoczni Blohm und Voss w Hamburgu (numer stoczniowy B505). Kadłub wodowano 21 marca 1937, a okręt wszedł do służby 28 lipca 1938. W systemie oznaczeń niemieckich niszczycieli miał przydzielony numer Z16 (rzadko używany oficjalnie), przed wojną nosił numer burtowy 32 (według innych źródeł, 33, następnie 31). Był to ostatni zamówiony z serii niszczycieli typów 34/34A (aczkolwiek nie wszedł do służby jako ostatni). Koszt budowy wyniósł 14,1 miliona Reichsmark. 
Nazwę nadano mu na cześć niemieckiego kapitana marynarki Friedricha Eckoldta, dowódcy niszczyciela V48, poległego na nim w bitwie jutlandzkiej.

## Służba
Przed wojną, 19 sierpnia 1938 uczestniczył w rewii floty przed Hitlerem i węgierskim regentem Horthym. W kwietniu-maju 1939 uczestniczył w rejsie na wody Hiszpanii i Maroka. W maju 1939 wziął udział w okupacji Kłajpedy.

### Bałtyk i Morze Północne 1939–1941
Tuż przed wybuchem II wojny światowej i podczas kampanii wrześniowej patrolował polskie wybrzeże, w składzie 3. dywizjonu (wraz z „Friedrich Ihn” i „Erich Steinbrinck”), bez epizodów bojowych. Następnie działał na Morzu Północnym i w Cieśninach Duńskich, m.in. kontrolując statki handlowe i uczestnicząc w akcji stawiania obronnych zagród minowych na wodach niemieckich. Od października 1939 do lutego 1940 uczestniczył w stawianiu ofensywnych zagród minowych u wybrzeży Anglii, biorąc udział aż w pięciu operacjach tego typu (najwięcej z niemieckich niszczycieli): 17/18 października, 18/19 października 1939, 6/7 stycznia, 10/11 stycznia i 9/10 lutego 1940. 
22 lutego 1940 wziął udział w operacji Wikinger – nieudanym wypadzie niemieckich niszczycieli przeciw brytyjskiemu rybołówstwu (zakończonym stratą „Leberecht Maass” i „Max Schultz”). W kwietniu 1940 wziął udział w inwazji na Norwegię – w grupie zajmującej 9 kwietnia 1940 Trondheim, przewożąc na pokładzie niemieckich żołnierzy. Od maja do lipca 1940 w remoncie. 
Od września do października 1940 operował z Brestu w zachodniej Francji. M.in. 28 września 1940 osłaniał operację stawiania ofensywnej zagrody minowej w rejonie Falmouth. 10 października został uszkodzony przez brytyjskie bombowce pokładowe Fairey Swordfish z 812. dywizjonu FAA w Breście (2 bomby, 1 zabity, 3 rannych). Od listopada do grudnia 1940 w remoncie. Prawdopodobnie w tym okresie otrzymał radar. 
Okręt przebywał następnie na Bałtyku, a 18-22 maja 1941 eskortował pancernik „Bismarck” i krążownik „Prinz Eugen” z Gdyni do Trondheim, przed ich rejsem na Atlantyk (wraz z „Hans Lody” i Z23). 11–13 lipca eskortował (wraz z „Hans Lody”, „Karl Galster”, Z23, Z24) z Kilonii do Trondheim krążownik „Lützow”, który jednak został uszkodzony torpedą lotniczą.

### Północna Norwegia 1942–1943
Od lipca do października 1941 „Eckoldt” działał na dalekiej północy przeciwko ZSRR, z baz w Norwegii (Kirkenes), w ramach 2. dywizjonu 6. Flotylli. Uczestniczył w kilku akcjach, lecz bez większych sukcesów. Walczył głównie z radzieckim lotnictwem morskim. 10 sierpnia 1941 podczas wypadu do Zatoki Kolskiej, wraz z „Hans Lody” i „Richard Beitzen”, zatopił patrolowiec „Tuman”. 12 października został poważnie uszkodzony w kolizji z parowcem w Tromsø (remont w Niemczech od listopada 1941 do marca 1942). W tym okresie prawdopodobnie wzmocniono lekkie uzbrojenie plot do 9 działek 20 mm.
Od lipca 1942 ponownie działał z baz w północnej Norwegii, głównie przeciw konwojom alianckim do ZSRR w Arktyce. 13–15 października 1942 uczestniczył w operacji stawiania min u wybrzeży rosyjskich na Morzu Barentsa (z niszczycielami Z27 i Z30), na których 26 listopada został ciężko uszkodzony lodołamacz „A. Mikojan”. W listopadzie wziął udział w operacji Hoffnung (nieudany rajd z krążownikiem „Admiral Hipper" przeciw żegludze). 
31 grudnia 1942 uczestniczył w operacji Regenbogen przeciw konwojowi JW 51B, pod flagą dowódcy 5. Flotylli komandora Alfreda Schemmela. W toku tzw. bitwy noworocznej na Morzu Barentsa, dobił artylerią uszkodzony przez „Admirala Hippera” brytyjski trałowiec HMS „Bramble”, lecz następnie został ostrzelany przez krążownik lekki HMS „Sheffield” i zatonął z całą załogą i sztabem flotylli (ok. 340 osób), na pozycji 73°19' N, 30°47' E. 
Historia konstrukcji i opis okrętu – w artykule o niszczycielach Typu 1934.
Dowódcy:
- kmdr ppor (Korvettenkapitän) / kmdr por (Fregatenkapitän) Alfred Schemmel: 28 lipca 1938 – luty 1941
- kmdr ppor Menge: luty 1941 – maj 1941
- kmdr por Alfred Schemmel: maj 1941 – wrzesień 1941
- kmdr ppor Menge: wrzesień 1941 – październik 1941
- kmdr por Alfred Schemmel: październik 1941 – 20 lipca 1942
- kmdr ppor Gerstung: 19 sierpnia 1942 – 23 grudnia 1942
- kpt mar Bachmann: 23 grudnia 1942 – 31 grudnia 1942

## Dane techniczne
- wyporność:
  - standardowa: 2239 t
  - pełna: 3165 t
- wymiary:
  - długość: 121 m
  - szerokość: 11,3 m
  - zanurzenie: 3,8-4,3 m
- napęd: 2 turbiny parowe o mocy łącznej 70 000 KM, 6 kotłów parowych Bensona (ciśnienie pary 110 atm), 2 śruby
- prędkość maksymalna: 38 w.
- zasięg: 1530 mil morskich przy prędkości 19 w.
- zapas paliwa: 670 t. mazutu
- załoga: 325

Uzbrojenie i wyposażenie: 
- 5 dział 127 mm SK C/34 w pojedynczych stanowiskach, osłoniętych maskami (5xI)
  - długość lufy L/45 (45 kalibrów), donośność maksymalna 17.400 m, kąt podniesienia +30°, masa pocisku 28 kg (rzeczywisty kaliber 128 mm).
- 4 działka przeciwlotnicze 37 mm LC/30 podwójnie sprzężone (2xII)
- 6-9 działek przeciwlotniczych 20 mm (6xI)
- 8 wyrzutni torpedowych 533 mm (2xIV), 12-16 torped
- 18 bomb głębinowych (zrzutnia bg)
- możliwość zabrania 60 min morskich

- radar FuMo 21 (od 1941/42)
- szumonamiernik GHG
- hydrolokator S-Gerat
- system kierowania ogniem artylerii głównej: dwa 4-metrowe dalmierze stereoskopowe (na nadbudówce dziobowej i śródokręciu), centrala artyleryjska C34/Z